# RTL 2 (Frankreich)
RTL 2 (ursprünglich Maxximum) ist ein französischsprachiger privater Hörfunksender, der zu 100 % der RTL Group gehört. 

## Geschichte
Der Sender nahm am 23. Oktober 1989 unter dem Namen Maxximum den Betrieb auf. Am 6. Januar 1992 wurde er in M40 umbenannt. Drei Jahre später wurde am 18. Januar 1995 der Name zu RTL 1 geändert. Seit März 1995 nennt sich der Sender RTL 2. 
Zu den Moderatoren gehören unter anderem Sébastien Folin, Francis Zégut und Stefan Caza.